# Круг (фильм, 2017)
Круг (порт. Colo) — португальско-французский фильм-драма 2017 года, поставленный режиссёром Терезой Виллаверде. Премьера ленты состоялась 15 февраля 2017 года на 67-м Берлинском международном кинофестивале, где она участвовала в основной конкурсной программе, соревнуясь за главный приз фестиваля — «Золотой медведь».

## Сюжет
История про семью — отца, мать и их дочь Марту, которая вынуждена страдать от бремени безработицы. Действие фильма разворачивается в современной Португалии.

## В ролях
| Актёр                   | Роль        |
| ----------------------- | ----------- |
| Жуан Педру Важ          | отец        |
| Алисе Албергария Боржеш | Марта       |
| Беатриш Батарда         | мать        |
| Клара Жост              | Жулия       |
| Томаш Гомеш             | Жуан        |
| Диниш Гомеш             | ловец угрей |
| Рикарду Айбеу           | Жайме       |
| Симона де Оливейра      | бабушка     |
| Рита Бланку             | Силвия      |
| Мигел Сеабра            | отец Жуана  |